# Rio Moxotó
O rio Moxotó é um curso de água que banha os estados de Alagoas e Pernambuco, entre os quais faz a divisa. Nasce no município de Sertânia próximo à divisa entre os estados de Pernambuco e Paraíba, e segue seu curso pelos municípios de Ibimirim, Inajá, Tacaratu e Jatobá (em Pernambuco).
Forma, com seus afluentes, uma bacia hidrográfica que desagua no rio São Francisco. É considerado um rio temporário. Seu maior nível de água é atingido entre os meses de janeiro e março (época das chuvas). Possui várias represas sendo a maior e mais importante a do açude Poço da Cruz (Ibimirim).